# Twila Grosse
Twila Rose Grosse, née en 1961 ou 1962, est une femme politique canadienne, néo-écossaise.
Elle est la députée progressiste-conservatrice de Preston à l'Assemblée législative de la Nouvelle-Écosse depuis août 2023 et ministre des Affaires afro-néo-écossaises et ministre de la Commission de la fonction publique depuis septembre 2023.

## Biographie
Twila Grosse est titulaire d'un baccalauréat en administration des affaires qu'elle obtient en 1983 à l'Université Mount Saint Vincent. Elle exerce pendant 36 ans des fonctions d'analyste budgétaire et de gestionnaire de la planification des activités à l'aéroport d'Halifax et est pendant 30 ans trésorière de l'African United Baptist Association of Nova Scotia.
Plusieurs prix et distinctions lui ont été décernés, notamment la Médaille du jubilé de diamant de la Reine Elizabeth II, en 2012, et la Médaille (provinciale) du jubilé de platine de la Reine Elizabeth II, en 2023.
Elle est élue à l'Assemblée législative de la Nouvelle-Écosse dans la circonscription de Preston le 8 août 2023, lors de l'élection partielle déclenchée par la démission de la libérale Angela Simmonds. Elle est la première députée provinciale progressiste-conservatrice noire élue en Nouvelle-Écosse.
Le 14 septembre 2023, Twila Grosse est nommée ministre des Affaires afro-néo-écossaises et ministre de la Commission de la fonction publique, et devient ainsi la première femme noire à siéger au Conseil exécutif de la Nouvelle-Écosse.